# الرابطة البرلمانية 1988–89
الرابطة البرلمانية 1988–89 (بالإنجليزية: 1988–89 Isthmian League)‏ هو موسم من دوري إسثميان، وهو دوري للأندية شبه المحترفة في إنجلترا، فاز فيه Redbridge Forest F.C. ‏.